# Celmira Sacramento
Celmira de Almeida do Sacramento dos Santos Lourenço (geb. 1975) ist eine Politikerin in São Tomé und Príncipe. Sie ist Sprecherin der Assembleia Nacional de São Tomé e Príncipe seit November 2022.

## Leben

### Jugend und Ausbildung
Sacramento wurde 1975 geboren. Sie hat einen Abschluss in Biologie.

### Karriere
Sacramento wurde 2010 als Abgeordnete des Wahlkreises Mé-Zóchi in die Assembleia Nacional gewählt und in der Folge 2014, 2018 und 2022 wiedergewählt. Von 2014 bis 2018 war sie Präsidentin des Network of Women Parliamentarians und von 2018 bis 2022 leitete sie die dritte Kommission der CPLP Parliamentary Assembly. Nach den Wahlen 2022 war sie eine von acht Frauen, die in das Parlament mit 55 Mitgliedern gewählt wurde. Zusammen mit anderen setzte sie sich für die Verabschiedung eines Paritätsgesetz ein, welche am 19. November 2022 verabschiedet wurde. Ziel war es für die nächste Wahl 40 % Frauen ins Parlament zu bringen.
Sacramento wurde im Oktober 2020 als Vizepräsidentin der Partei Acção Democrática Independente unter Präsident Patrice Trovoada gewählt. Die Partei gewann die Wahlen 2022, und Trovoada wurde zum Premierminister gewählt.
Sacramento wurde am 8. November 2022 zur Präsidentin der Nationalversammlung gewählt mit 52 Stimmen und drei Enthaltungen. Sie ist die zweie Frau in dieser Rolle nach der Dichterin Alda Neves da Graça do Espírito Santo (1980–1991), und die erste Frau, die demokratisch gewählt wurde. Anlässlich ihrer Wahl sagte sie, eine Schlüssel-Herausforderung ihres Mandats sei die „einvernehmliche Überarbeitung der Verfassung“ („consensual revision of the Constitution“), um die Nationalversammlung zu reformieren.